# こぐま座イプシロン星
こぐま座ε星（こぐまざイプシロンせい、ε Ursae Minoris、ε UMi）は、こぐま座にある連星系である。見かけの等級は平均4.21で、肉眼でみることができる。年周視差の測定から推定した太陽からの距離は、およそ320光年である。星系の視線速度は約-10km/sで、太陽との相対距離は縮まっている。

## 特徴
19世紀末、キャンベルが、こぐま座ε星が連星であることを発見した。その後、プラスケットが最初に軌道要素を求めた。20世紀中頃になると、こぐま座ε星には食が発見され、更に詳しい軌道要素や、主星と伴星を分けた性質が求められてきた。
こぐま座ε星は、スペクトル線が1成分しかみえない（単線）分光連星で、公転周期が39.5日の非接触近接連星系である。軌道傾斜角は82.4度と推定され、軌道面を真横に近い向きからみることになるため、食連星となっている。主極小では0.04等、副極小では0.02等程暗くなる。
こぐま座ε星系の主星は、スペクトル型がG5 IIIのG型巨星とみられる。一方伴星は、A8からF0型の主系列星と予想される。また、こぐま座ε星は、彩層の活動が活発なりょうけん座RS型変光星でもあり、食以外でも公転周期に沿って明るさが緩やかに変化している。
こぐま座ε星は、分光連星であるのとは別に、二重星としても記録されている。こぐま座ε星から北に、およそ77秒離れた位置にある12等星が相手の星で、発見したのはチャールズ・パースといわれる。ガイア衛星が測定した年周視差や固有運動からすると、こぐま座ε星とこの12等星は、見かけだけの関係である。

## 名称
中国では、こぐま座ε星は、勾陳という星官を、こぐま座α星、こぐま座δ星、こぐま座ζ星、HD 5848（こぐま座2番星）、HD 217382と共に形成する。こぐま座ε星自身は、勾陳三、つまり勾陳の3番星と呼ばれる。